# Beameromyia melana
Beameromyia melana är en tvåvingeart som beskrevs av Scarbrough 1997. Beameromyia melana ingår i släktet Beameromyia och familjen rovflugor. Inga underarter finns listade i Catalogue of Life.